# 金昌圭
金 昌圭（キム・チャンギュ、김창규 1920年3月7日 - 2020年11月9日）は、大日本帝国陸軍及び大韓民国の軍人、政治家、企業家。最終階級は大尉（日本陸軍）、中将（韓国空軍）。
本貫は金寧金氏（김녕김씨）。号は東海（동해）または東雲（동운）。仏教徒。

## 経歴
1920年3月、京畿道始興に生まれる。京畿中学校卒業。1941年7月、陸軍士官学校第55期卒業。陸軍航空整備学校卒業。1943年3月1日、陸軍中尉。1944年12月1日、陸軍大尉。第2次世界大戦末期は飛行第25戦隊整備隊長。飛行第48戦隊長の鏑木健夫少佐（後に航空自衛隊空将）とは親交が深かった仲と言われ、一式戦で揚子江を越えて漢口に降りて浩然の気を養う時には隊長機を預かり、1976年春に韓国空軍の親睦団体であるボラメ会（보라매회）の招待を受けた時には二人で懐かしい昔話に弾んでいた。終戦時は飛行第25戦隊附。 
1948年、ソウル大学校機械工学科卒業、同大学航空工学科講師。
1950年3月、韓国陸軍入隊。任大佐、国防部兵器行政本部長。朝鮮戦争初期のソウル防衛で使われた30ポンド爆弾を設計、製作した。同年12月、韓国空軍に転科し参謀総長補佐官。
1951年7月6日、准将進級と同時に空軍本部行政参謀副長。同年12月、アメリカ空軍指揮幕僚大学に留学。
1953年5月、空軍士官学校校長。
1953年、国防部第3局長。同年6月1日、休戦会談韓国空軍代表。
1954年、軍事休戦委員会委員、任少将。
1955年3月、空軍本部企画参謀副長。在任中、空軍技術将校制度を確立。
1956年12月1日、空軍参謀次長。
1958年12月、空軍参謀総長、任中将。F-86Dを導入して第108迎撃飛行大隊を創設。
1960年8月、予備役編入。
1962年8月、大韓重石鉱業会社社長。
1964年、忠州肥料会社顧問。
1965年、嶺南化学会社社長。
1970年、一宇海運会社理事。
1973年、第9代国会議員（統一主体国民会議、維新政友会）。
大林専門大学学長・学校法人大林学院理事長、韓国専門大学協議会理事兼副会長。
2020年11月9日朝、老衰により死去。

## 勲章
- 無星花郎武功勲章 - 1950年
- 金星忠武武功勲章 - 1951年
- 花郎武功勲章 - 1951年
- 銀星乙支武功勲章 - 1952年
- 大統領綬章 - 1952年
- 共匪討伐記章 - 1952年
- 金星乙支武功勲章 - 1953年
- 朝鮮戦争従軍記章（英語版） - 1953年
- 銀星乙支武功勲章 - 1954年
- 大統領綬章 - 1954年
- 国連従軍記章（英語版） - 1954年
- 功労勲章 - 1957年